# Сухопарник

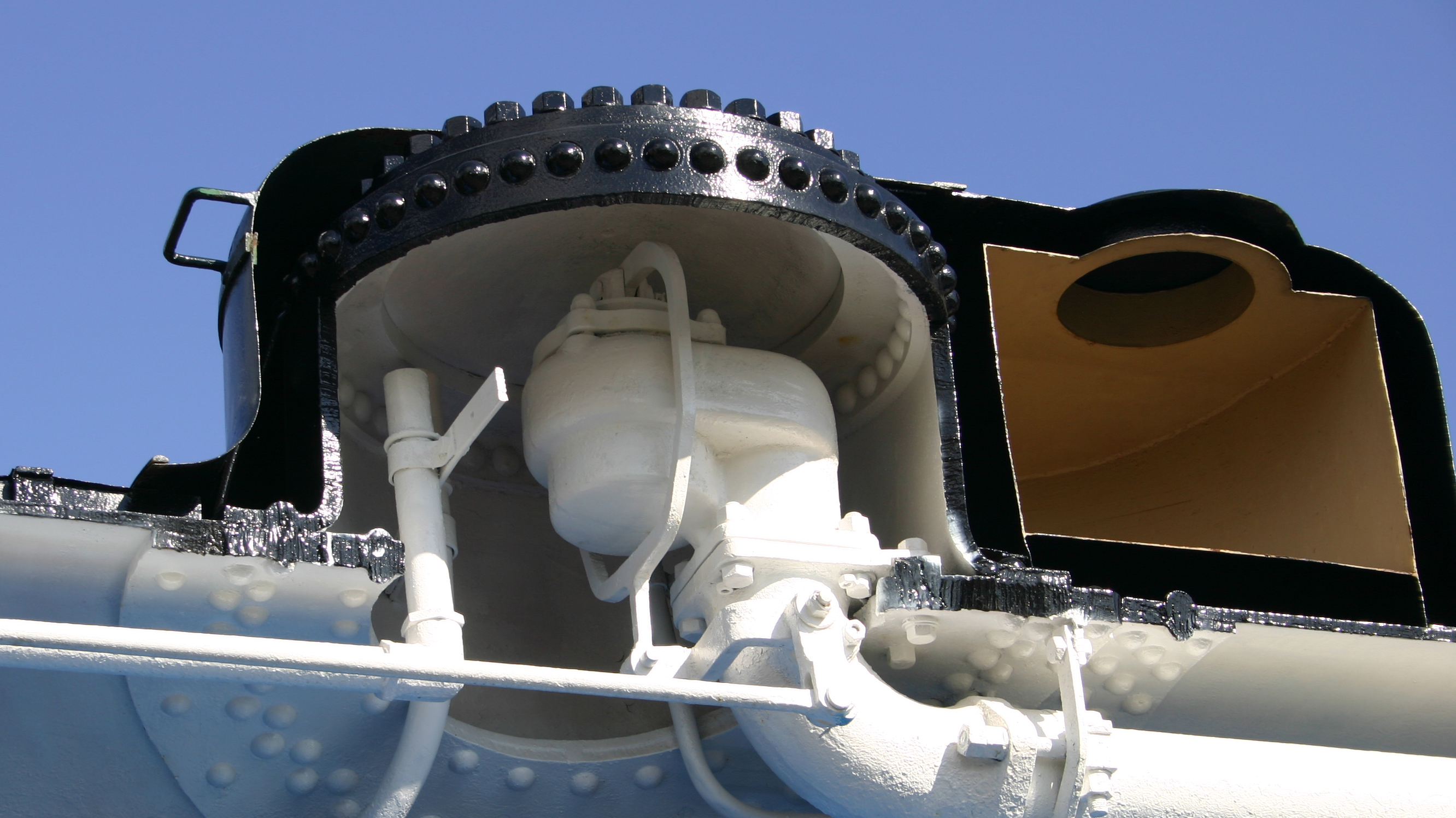
Сухопарник в разрезе

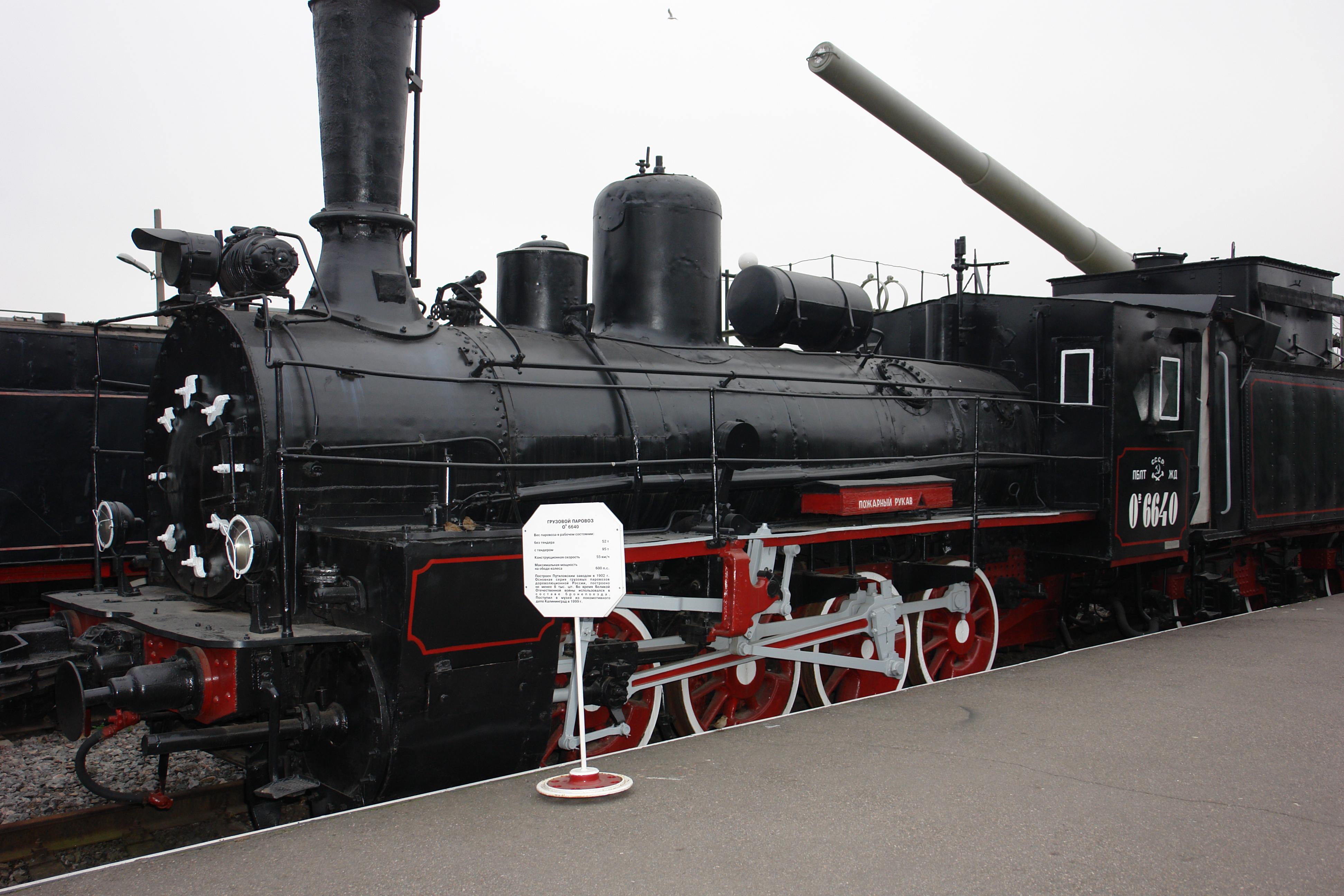
У паровоза О^{в} сухопарник заметно выступает над котлом, уступая по высоте лишь дымовой трубе

Сухопарник (паровой колпак) — элемент парового котла паровоза. Устанавливается в верхней части котла и наравне с дымовой трубой является одним из самых его заметных выступающих элементов. Сухопарник отделяет пар от водяных капель и частиц накипи. 
Так как накопление («аккумулирование») пара в сухопарнике позволяло дополнительно повысить мощность паровоза при движении по затяжным подъёмам, то объём сухопарника старались сделать относительно большим, в основном, за счёт увеличения высоты (у паровозов О его высота составляет 1050 мм). Однако в связи с тем, что с увеличением мощности паровоза увеличиваются размеры парового котла, то для вписывания в габарит, высоту колпака снижают (у ФД его высота составляет уже 565 мм, а у АА — 240 мм), одновременно с этим увеличивая его диаметр.
В отношении образующегося в котле пара сухопарник является паросепаратором, защищая машину от износа накипью, попадающей с паром в виде взвешенных частиц. Для осушения (очистки поступающего пара от частиц кипящей жидкости) в колпаке размещают специальные паросушители: сеточные, инерционные, вибрационные и другие. На некоторых паровозах сухопарники устанавливались в передней части котла (Э), что позволяло уменьшить влажность[неоднозначно] пара, на других - в центральной части (О, Щ), что позволяло снизить зависимость объёма сухопарника от колебаний уровня воды в котле. Впоследствии аналогичную схему установки стали применять и на советских железных дорогах. Также иногда паровой колпак можно спутать с питательным колпаком, который устанавливается перед паровым и служит для ускорения прогрева поступающей воды. Питательные колпаки применялись на многих паровозах средней мощности (например Эм). На более мощных паровозах их, как правило, не устанавливали.
Сухопарники встречаются не только на паровозах, но и на других парогенерирующих агрегатах, где применение более сложного паросепаратора нецелесообразно или невозможно по ограничениям габаритных размеров.